# C/2013 U1 (Catalina)
C/2013 U1 (Catalina) — одна з короткоперіодичних комет сім'ї Юпітера. Ця комета була відкрита 22 жовтня 2013 року; вона мала 17.9m на час відкриття.